# Archaeopotamus
Archaeopotamus — вимерлий рід Hippopotamidae, який жив між 7,5 і 2,58 мільйонами років тому в Африці та на Близькому Сході. Рід був описаний у 2005 році, щоб охопити види бегемотів, які раніше були згруповані в Hexaprotodon. 
Archaeopotamus означає «стародавній ріки». З усіх ідентифікованих бегемотів лише Kenyapotamus старший. Kenyapotamus, однак, відомий лише з часткових скам'янілостей; Archaeopotamus є найдавнішим добре ідентифікованим бегемотом.